# 德拉吉沙·武契尼奇
德拉吉沙·武契尼奇（羅馬化：Dragiša Vučinić，1948年4月4日—），塞尔维亚男子篮球运动员，场上位置是中锋。他曾代表南斯拉夫国家队参加1971年国际篮联欧洲锦标赛，获得银牌。